# Municipio de Gardner (Illinois)
El municipio de Gardner (en inglés: Gardner Township) es un municipio ubicado en el condado de Sangamon en el estado estadounidense de Illinois. En el año 2010 tenía una población de 4245 habitantes y una densidad poblacional de 38,47 personas por km².

## Geografía
El municipio de Gardner se encuentra ubicado en las coordenadas 39°50′34″N 89°46′8″O / 39.84278, -89.76889. Según la Oficina del Censo de los Estados Unidos, el municipio tiene una superficie total de 110.33 km², de la cual 110,06 km² corresponden a tierra firme y (0,25 %) 0,28 km² es agua.

## Demografía
Según el censo de 2010, había 4245 personas residiendo en el municipio de Gardner. La densidad de población era de 38,47 hab./km². De los 4245 habitantes, el municipio de Gardner estaba compuesto por el 96,82 % blancos, el 1,04 % eran afroamericanos, el 0,07 % eran amerindios, el 0,87 % eran asiáticos, el 0,19 % eran de otras razas y el 1,01 % eran de una mezcla de razas. Del total de la población el 1,13 % eran hispanos o latinos de cualquier raza.